# Tatinec
Tatinec je vas na Gorenjskem v Občini Kranj. Vas spada pod krajevno skupnost Kokrica, župnijski urad Predoslje, pošto Preddvor in občino Kranj.
Okoli vasi se razprostirajo travniki s pašniki, na zahodu pa jo omejuje Velika gmajna, ki sodi pod ogromno območje, imenovano Udin Boršt. Skozi vas teče potok, imenovan Milka. Okoliške vasi so Hraše pri Preddvoru, Srakovlje, Bobovek in Tenetiše. V bližini sta tudi Spodnja Bela in Srednja Bela. 

## Zgodovina
Vas se prvič omenja ob koncu 16. in v začetku 17. stoletja; bolj natančni podatki segajo v leto 1631, ko naj bi bilo postavljenih že osem hiš. Starejši domačini znajo povedati, da je bila to furmanska vas z gostilno in trgovino. Za tedanje čase je bil to velik napredek. Danes je vas precej neznana.

### Izvor imena
Legenda pravi, da je ime dobila po nekem Tinetu, mladeniču, ki je žal imel dolge prste in so ga vsi klicali »tat Tinc«. Nekoč sta s sovaščanom odšla v sosednjo vas ukrast kravo. Kradla sta ponoči. Ker krava ni videla poti pred seboj jo je Tine moral potiskati po hribu navzgor. Prijatelj ga je spodbujal z besedami »Tine, tiš«, ker pa je bil preveč glasen, so ju zalotili pri delu. Od takrat sta obe vasi dobili ime; ena Tenetiše, druga Tatinec.